# 藤井錦彩
藤井 錦彩（ふじい きんさい、1976年4月28日 - ）は、日本の陶芸家。
佐賀県西松浦郡有田町生まれ。本名は正（ただし）。有田の伝統的な染付や染錦を基に金彩やプラチナを使った作品が特徴。

## 人物
佐賀県有田に生まれ、 井上萬二などに師事し、24歳の時に全国の百貨店で個展が開催され、また各工芸展への出品も行う。

## 略歴
- 1976年 佐賀県有田に生まれる
- 1991年 佐賀県立有田窯業大学校ロクロ科入校

井上萬二に師事する
- 1994年以降 各工芸展入選・入賞多数。全国各地の百貨店で個展開催される[要出典]

- 2016年 漫画「キン肉マン」とのコラボレーション作品を制作

作品が外務省買い上げとなる。
作品がイギリス大英博物館の収蔵品となる